# Claudi Rius Garrich
Claudi Rius Garrich (Barcelona, 1892-1970) va ser un escultor i tallista català, especialista en imatgeria religiosa, que va tenir una important activitat durant els anys de la postguerra, treballant per a diversos centres de culte de Catalunya i d'altres indrets.
Va néixer en el si d'una família d'escultors i imatgers. Era fill de Josep Rius, que havia fundat el 1886 amb el seu sogre, l'escultor Claudi Garrich, l'empresa Casa Rius, dedicada a la imatgeria religiosa i pessebrista. Va estudiar dibuix a l'Acadèmia de Belles Arts i al Cercle Artístic de Sant Lluc. Des d'aleshores s'especialitzà en imatgeria religiosa, seguint l'exemple familiar. Va començar a modelar al taller del seu pare i, després, al d'Antoni Parera. A més, va ser deixeble i va ser influenciat notablement per l'escultor modernista Josep Llimona.
Al llarg de la seva vida va participar i va ser premiat a diversos certàmens i exposicions a Espanya i Itàlia. Fundador de la raó social Claudio Rius, dedicat a l'art religiós, va tenir al seu taller era als baixos del carrer de Rosselló, 195, de Barcelona. La seva activitat va destacar sobretot durant la postguerra, en molts casos realitzant obres religioses, tants altors, passos processionals, entre d'altres, en substitució de les que havien desaparegut durant la guerra civil espanyola, i en alguna ocasió realitzant reproduccions fidedignes de l'obra desapareguda. Va treballar sobretot a la ciutat de Barcelona, la seva rodalia, fent obres a diverses esglésies, convents i monestirs com la basílica de la Mercè, el convent de Pompeia, l'església de Santa Maria de Badalona o el monestir de Montserrat, i també a altres llocs d'Espanya, com Sevilla o Ciudad Real, però també a Santiago de Xile, on va realitzar set altars a la catedral de la ciutat. L'estil de Rius transmet expressivitat i emotivitat religiosa a la seva imatgeria, inspirant-se en els escultors clàssics espanyols del segle XVI i XVII.
En l'àmbit personal, va casar-se amb Prudència Albàs Loscertales, i eventualment va enviudar-ne. La parella va tenir dos fills, Víctor i Josep. Claudi Rius va morir el mes de juliol de 1970, als 77 anys. Va ser enterrat al panteó que la família tenia a Barbastre.